# Staphylinochrous meinickei
Staphylinochrous meinickei és una espècie de lepidòpter zigenoïdeu de la família dels himantoptèrids (Himantopteridae), subfamília Anomoeotinae.
És endèmica de Tanzània.